# Amos (Québec)
Amos è una città del Canada, nella regione di Abitibi-Témiscamingue della provincia del Québec. È capoluogo della municipalità regionale di contea di Abitibi.

## Storia

### Simboli
Lo stemma è stato adottato l'11 giugno 
1938.